# یواس‌اس فدرال (آی‌دی-۳۶۵۷)
یواس‌اس فدرال (آی‌دی-۳۶۵۷) (به انگلیسی: USS Federal (ID-3657)) یک زیردریایی بود که طول آن 411' 6" بود. این زیردریایی در سال ۱۹۱۸ ساخته شد.